# Matrice anti-hamiltoniana
In algebra lineare, le matrici anti-hamiltoniane sono speciali matrici che corrispondono a forme bilineari antisimmetriche su uno spazio vettoriale simplettico.

## Definizione
Sia {\displaystyle e_{1},\ldots ,e_{2n}} una base in {\displaystyle V,} tale che {\displaystyle \Omega } si esprimibile come {\displaystyle \sum _{i}e_{i}\wedge e_{n+i}}. Quindi un operatore lineare è antihamiltoniano rispetto a {\displaystyle \Omega } se e solo se la sua matrice {\displaystyle A} soddisfa {\displaystyle A^{T}J=JA}, dove {\displaystyle J} è la matrice antisimmetrica
{\displaystyle J={\begin{bmatrix}0&I_{n}\\-I_{n}&0\\\end{bmatrix}}}
e {\displaystyle I_{n}} è la matrice identità di dimensioni {\displaystyle n\times n}. Tali matrici sono definite antihamiltoniane.

## Operatore anti-hamiltoniano
Sia {\displaystyle V} uno spazio vettoriale, di dimensione pari, fornito di forma simplettica {\displaystyle \Omega }. Una funzione lineare {\displaystyle A\colon V\mapsto V} è detta operatore antihamiltoniano rispetto a {\displaystyle \Omega } se la forma  {\displaystyle (x,y)\mapsto \Omega (A(x),y)} è antisimmetrica.

## Proprietà
- La radice di una matrice hamiltoniana è antihamiltoniana.
- Ogni matrice antihamiltoniana può essere ottenuta come la radice di una matrice hamiltoniana[1][2].